# فاليريا سترانيو
فاليريا سترانيو (بالإيطالية: Valeria Straneo) (ولدت في 5 أبريل 1976): عداءة إيطالية في سباقات المسافات الطويلة، حائزة على الميدالية الفضية في بطولة العالم لألعاب القوى في موسكو 2013، وحاملة الرقم القياسي الإيطالي في الماراثون.
فازت سترانيو عام 2012 في نصف ماراثون روما وحسنت السجل الإيطالي في الماراثون.

## روابط خارجية
- فاليريا سترانيو على موقع الاتحاد الدولي لألعاب القوى (الإنجليزية)
- فاليريا سترانيو على موقع الاتحاد الإيطالي لألعاب القوى (الإيطالية)
- فاليريا سترانيو على موقع أوليمبيديا (الإنجليزية)
- فاليريا سترانيو على موقع اللجنة الأولمبية الإيطالية (الإيطالية)
- فاليريا سترانيو على موقع CONI honoured athlete website (الإيطالية)